# Autres Temps
Autres temps est une nouvelle de Guy de Maupassant, parue en 1882.

## Historique
Autres temps est publiée dans la revue Gil Blas du 14 juin 1882.  

## Résumé
Dans le préambule, le narrateur explique que l’homme qui ruine sa maîtresse, ne fait que rendre la monnaie de leur pièce aux milliers de femmes qui soutirent de l’argent et ruinent les hommes.
Dans le palais de justice d’une ville de Normandie se tient une audience. La plaignante est une dame de cinquante ans, laide, sèche et couperosée. Elle reproche à un jeune homme de vingt-huit ans, joufflu et niais, de s’être marié et de l’avoir délaissée. Elle veut récupérer la ferme qu’elle lui avait donnée en remerciement de ses «services» ou qu’il revienne chez elle.
Le juge se tourne vers le jeune homme et lui demande ce qu’il a fait pour mériter cette ferme, "C’que j’ai fait, mon bon m’sieur l’juge de paix ? mais v’là quinze ans qu’a m’sert de trainée, c’te poison, a peu pas dire que ça valait pas ça !", et le père du jeune homme de rajouter qu’il avait donné son fils et qu’il comptait bien en avoir de la reconnaissance, surtout, disent-ils, quand vous voyez l’état de la dame.
Le juge se tourne vers la plaignante, la considère longuement et conclut qu’effectivement, ça valait bien ça.

## Éditions
- Autre temps, dans Maupassant, contes et nouvelles, texte établi et annoté par Louis Forestier, Bibliothèque de la Pléiade, éditions Gallimard, 1974  (ISBN 978-2-07-010805-3).